# آمستردام

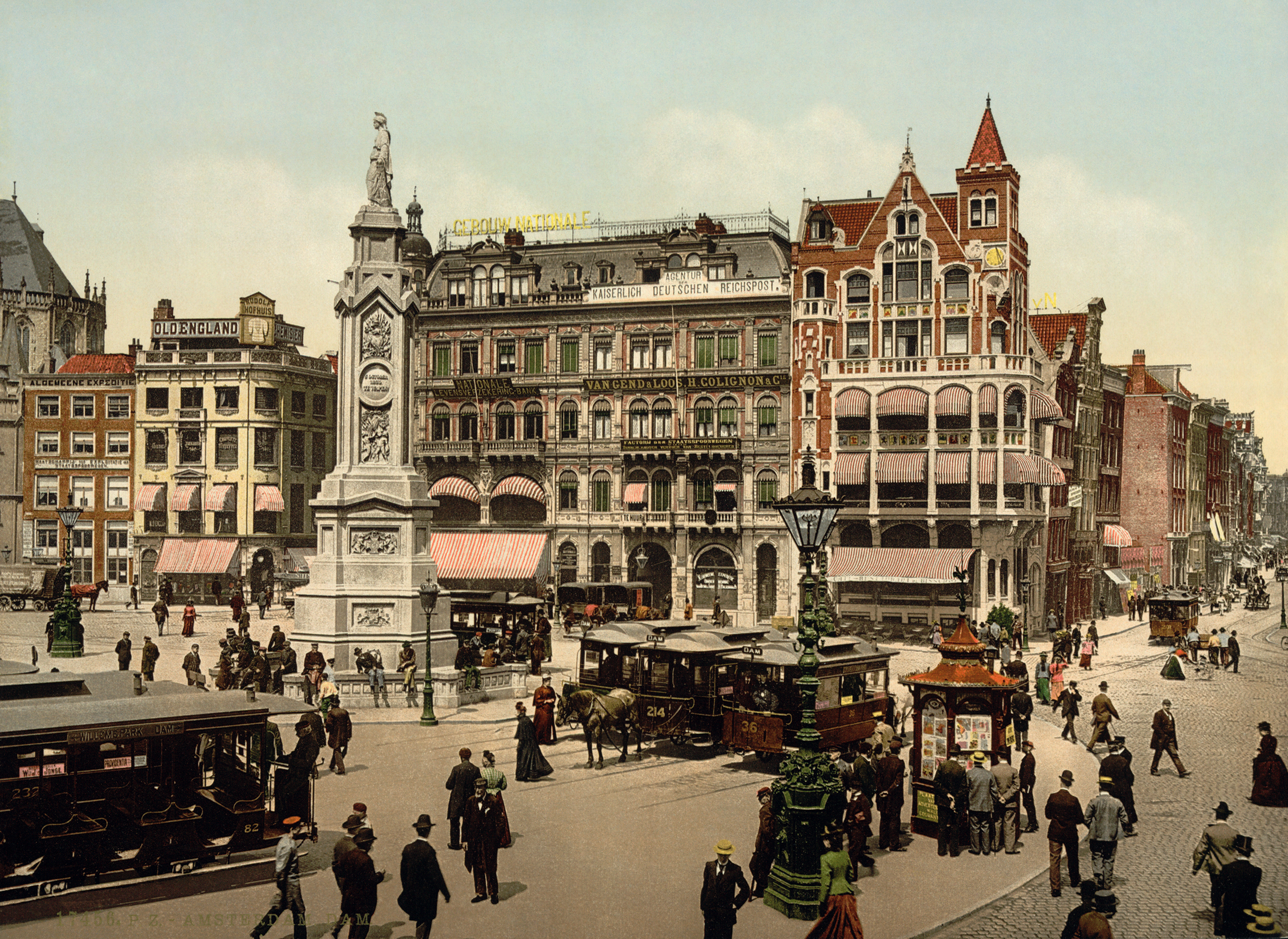
تصویری از میدان دام شهر آمستردام مابین سال‌های ۱۸۹۰ تا ۱۹۰۵ میلادی

آمستِردام (به هلندی: Amsterdam) پایتخت و پر جمعیت‌ترین شهر کشور هلند است که در استان هلند شمالی در غرب هلند واقع شده. شهر آمستردام در در کنار رود آمستل (Amstel) بناشده و از آنجایی که سدهای زیادی(Dam) برای حفاظت از شهر در برابر سیل آب ساخته شده بود، نام شهر به آمستل دام(AmstelDAM) شهرت یافت که به مرور به آمستردام تغییر نام پیدا کرد.
آمستردام با این که پایتخت کشور هلند است، اما محل استقرار دولت نیست؛ دولت هلند، رئیس دولت، دفتر نخست‌وزیری و محل سکونت خاندان سلطنتی در شهر لاهه است. آمستردام، بزرگ‌ترین شهر هلند، و بزرگ‌ترین مرکز جذب گردشگر این کشور است.

## جمعیت
جمعیت آمستردام بر طبق آخرین سر شماری ۸۵۴۰۰۰ نفر برآورد شده‌است. 
طبق آمار سال ۲۰۱۶ میلادی مردم این شهر را هلندی‌ها و مهاجرین مراکشی، سورینامی و ترک‌ها تشکیل می‌دهند.

## تاریخچه
هستهٔ اصلی این شهر تاریخی در قرون وسطا به‌وجود آمد. در قرن شانزدهم و پس از سقوط آنتورپ و مهاجرت تجار آنتورپی به شمال، شهر توسعه یافت و تبدیل به یک بندر تجاری اروپا شد. بسیاری از مردم آنتورپ پس از سقوط شهر به سمت شمال حرکت کردند و به دوران طلایی این شهر که حدود یک قرن به طول انجامید خاتمه دادند. از جمعیت ۱۰۰٬۰۰۰ نفری در آنتورپ قبل از محاصره، فقط ۴۰٬۰۰۰ نفر باقی ماند. بسیاری از بازرگانان ماهر آنتورپ در مهاجرت پروتستانها به شمال شرکت داشتند و بنیان تجاری " عصر طلایی هلند " را در شمال استانهای متحد بنا نهادند. توسعه آمستردام امروزی نتیجه همین مهاجرت بود.
در قرون هفدهم و هجدهم که دوران شکوفایی اقتصاد استعماری هلند بود، خانه‌های اعیان‌نشین بسیاری در حاشیهٔ کانال‌های بیرونی ساخته شدند که بسیاری از آن‌ها هنوز هم پابرجا هستند.

## جغرافیا
بندر آمستردام از شرق به دریاچهٔ اَیسل مِیر وصل می‌شود و از غرب از طریق یک کانال کشتیرانی به دریای شمال و آب‌های آزاد راه دارد.
ورود آب به این مجراها کنترل می‌شود چون «آمستردام نیز مانند مناطق وسیعی از هلند زیر سطح دریا قرار گرفته‌است.»
رودخانهٔ آمستِل از وسط آمستردام می‌گذرد و شبکهٔ گسترده‌ای از کانال‌ها و نهرها بخش‌های مختلف شهر قدیمی را به هم وصل می‌کنند.
این کانال‌ها به تدریج طی چهار پنج قرنِ گذشته به شکل نیم دایره‌هایی دورِ هستهٔ اولیهٔ شهر حفر شده و گسترش یافته‌اند. کاربرد اصلی آن‌ها جابجایی بار و محصولاتِ وارداتی از کشتی‌ها به انبارها و تجارتخانه‌ها و بالعکس از آنجا به بندرگاه بوده‌است.
اکثر مردم با دوچرخه در شهر رفت‌وآمد می‌کنند به‌طوری که بیش از ۶۵۰٬۰۰۰ (ششصد و پنجاه هزار) دوچرخه در آمستردام وجود دارد و فقط ۲۰۰۰۰ تای آن‌ها در آب افتاده‌اند.
آب و هوا در شهر آمستردام به نسبت معتدل بوده و میزان برف و هوای گرم در این شهر آنچنان آزار دهنده نیست. اما با این وجود امکان این وجود دارد که در طول سال هوا ابری و همراه با نم نم بارون باشد.در زمستان وزش باد در این شهر زیاد است و در تابستان هوا نسبتا معتدل است و زیاد گرم نیست.

## گردشگری
آمستردام یکی‌از هدف‌های گردشگری در اروپا با حدود چهار میلیون بازدیدکننده در سال است. بخش مرکزی آمستردام بافت فشرده و قدیمی خود را حفظ کرده و مثل یک موزه است.
یکی از جاذبه‌های گردشگری آمستردام، قایق‌سواری در کانال‌های داخل شهر است که از مقابل خیلی از ساختمان‌های شهر می‌گذرد.

## دانشگاه‌ها
دانشگاه آمستردام (UvA) و دانشگاه وریج آمستردام (VU)، بزرگ‌ترین مراکز آموزشی این شهر هستند که در رشته‌های گوناگون دانشجو می‌پذیرند. در زمینهٔ هنر، مدرسهٔ عالی هنرها (Amsterdamse Hogeschool voor Kunsten)مهم‌ترین مرکز آموزشی است که در رشته‌هایی مثل رقص، موسیقی، نمایش و سینما دانشجو می‌پذیرد.

## هنر

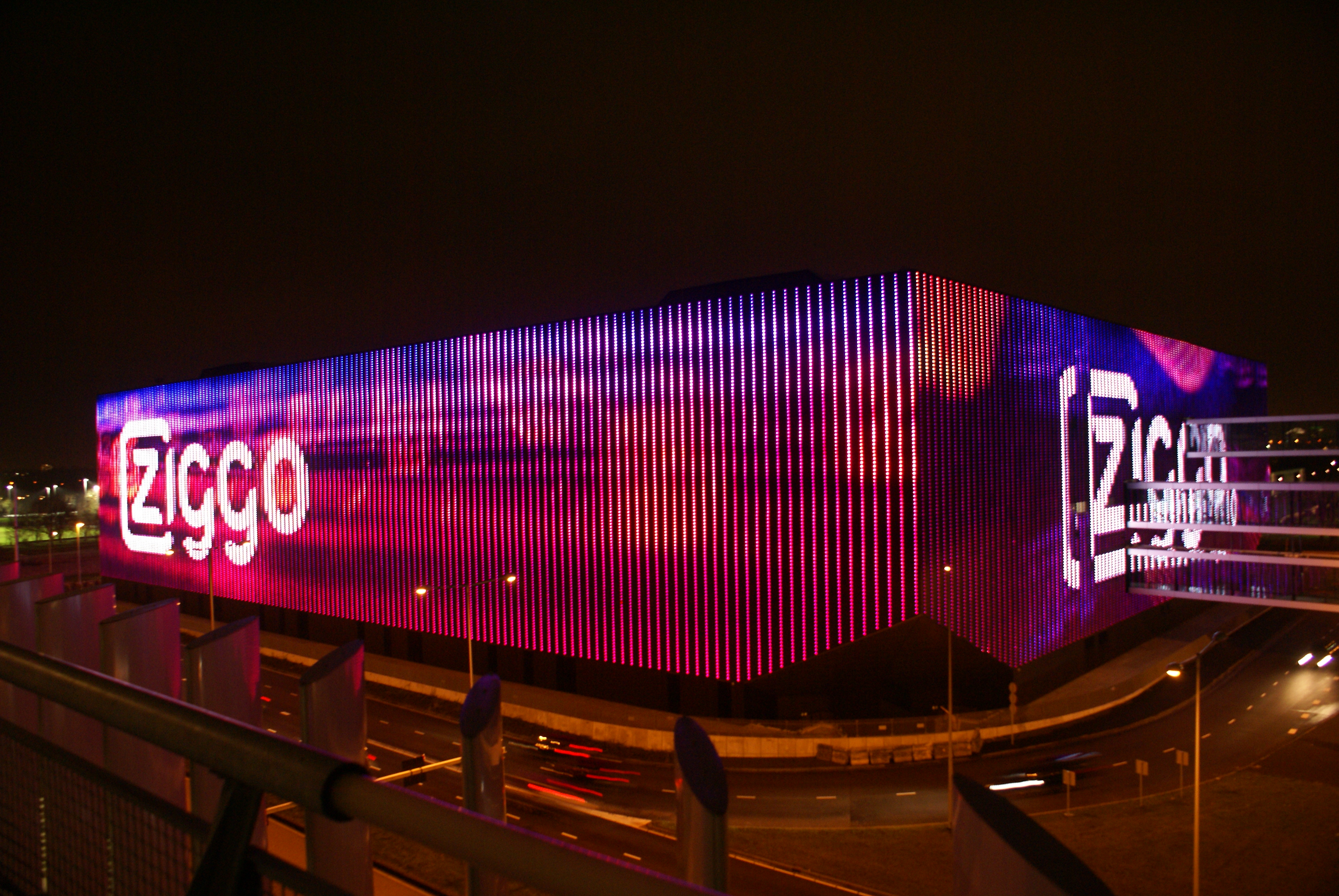
گنبد زیگو در منطقه جنوب شرقی آمستردام

هلند گذشته از معماریِ خاصِ این شهر نسبت به مساحتش گنجینه‌های هنری بسیاری را نیز داراست و پر است از موزه‌ها و گالری‌های مختلف است. از نقاشی‌های خیره‌کنندهٔ رمبراند، ورمیر (فرمیر) و ون گوگ (فان خوخ) که در موزه‌های اصلی به نمایش گذاشته شده‌اند.
سه موزه اصلی آمستردام در میدان موزه [Museumplein] واقع‌اند. 
موسیقیدانانی نیز برخی آثارشان را از این شهر الهام گرفته‌اند از جمله گروه انگلیسی Coldplay که یکی از شعرهایش Amsterdam نام دارد (که البته متن شعر هیچ رابطه مستقیمی با شهر ندارد).

## اقتصاد
از نظر تجاری این شهر اهمیت زیادی در هلند دارد و دفاتر بسیاری از شرکت‌های بزرگ در آن واقع شده‌است. برخی شرکت‌های جهانی نیز به دلیل تسهیلات مالیاتی هلند نسبت به کشورهای مجاور، دفاتر منطقه‌ای خود را در این شهر و به‌خصوص در اطراف فرودگاه اسخیپل (سکیپل) در نزدیکی آمستردام مستقر ساخته‌اند که از آن میان می‌توان به شرکت سونی اشاره کرد.
دفتر مرکزی بسیاری از شرکت‌های هلندی مانند فیلیپس ، هینکن ، اکزونوبل و همچنین بانک‌ها و بیمه‌های هلندی در این شهر قرار دارد.

## مترو
متروی آمستردام در سال ۱۹۷۷ تأسیس شد و هم‌اکنون ۵۲ ایستگاه دارد.